# شينجي كوباياشي
شينجي كوباياشي (باليابانية: 小林 伸二) (24 أغسطس 1960 في ناغاساكي في اليابان – )؛ هو لاعب كرة قدم ياباني سابق كان يلعب كمهاجم.

## وصلات خارجية
- شينجي كوباياشي على موقع قاعدة بيانات كرة القدم.إي يو (الإنجليزية)
- شينجي كوباياشي على موقع Soccerway.com (الإنجليزية)
- شينجي كوباياشي على موقع عالم كرة القدم.نت (الإنجليزية)

- J.League Data Site (باليابانية)